# Stary Oskol
Stary Oskol (russo:  Старый Оскол; IPA: [ˈstarɨj ɐˈskol]) é uma cidade no Oblast de Belgorod, Rússia, localizado 618 quilômetros (384618 quilômetros (380 mi) ao sul de Moscou, na Oskol Rio. População: 221,085 (Censo de 2010 resultados);   215,898 (Censo 2002); 173,917 (Censo 1989).

## História
Foi fundada em 1593 como uma fortaleza, uma parte do sul da fortificação de linha em torno de Moscou. No século 17, a cidade foi saqueada pelos Tártaros da Crimeia. Mais tarde foi afetada pela Guerra Civil russa , em 1919, bem como pela II Guerra Mundial, onde foi capturado pelo húngaro tropas. Depois da segunda Guerra Mundial II, a indústria desenvolveu-se na cidade e sua população começou a crescer.

## Administrativas e municipais do estado de
Dentro do quadro de divisões administrativas, Stary Oskol serve como o centro administrativo de Starooskolsky Distrito, apesar de não ser uma parte dela. Como uma divisão administrativa, é incorporada separadamente, como a cidade do oblast de significância de Stary Oskol—uma unidade administrativa com um status igual ao dos distritos. Como uma divisão municipal, os territórios da cidade do oblast de significância de Stary Oskol e de Starooskolsky Distrito de são incorporados como Starooskolsky Urbana Okrug.

## Economia
Stary Oskol é um importante centro de minério de ferro da mineração, situada na fronteira do Kursk Anomalia Magnética, um dos maiores depósitos de minério de ferro em todo o mundo. Mais de oito milhões de toneladas de minério de ferro extraído aqui por ano. Por esta razão, há também uma filial da Moscovo Instituto de Aço e Ligas na cidade.

## Pessoas notáveis
- Alexander Emelianenko, artes marciais,
- Fedor Emelianenko, artes marciais,
- Denis Lebedev, boxer
- Kirill Sidelnikov, artes marciais,

## Relações internacionais

### Twin cidades e cidades-irmãs
Stary Oskol está geminada com:
- Salzgitter, Alemanha (1987)
- Asenovgrad, Bulgária (1989)
- Mänttä, Finlândia (1989)